# Cancer gracilis
Cancer gracilis är en kräftdjursart som beskrevs av James Dwight Dana 1852. Cancer gracilis ingår i släktet Cancer och familjen Cancridae. Inga underarter finns listade i Catalogue of Life.

## Bildgalleri

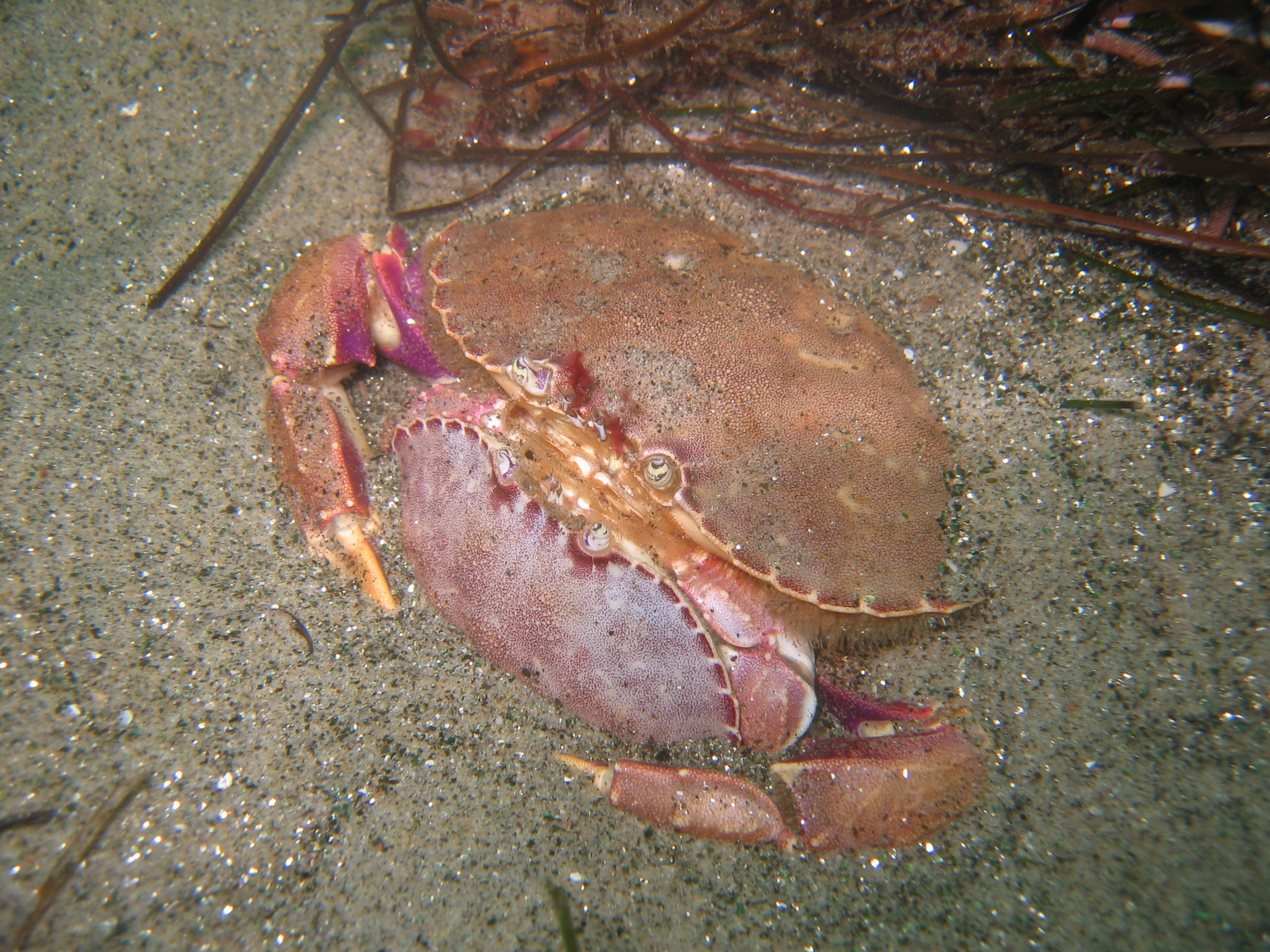
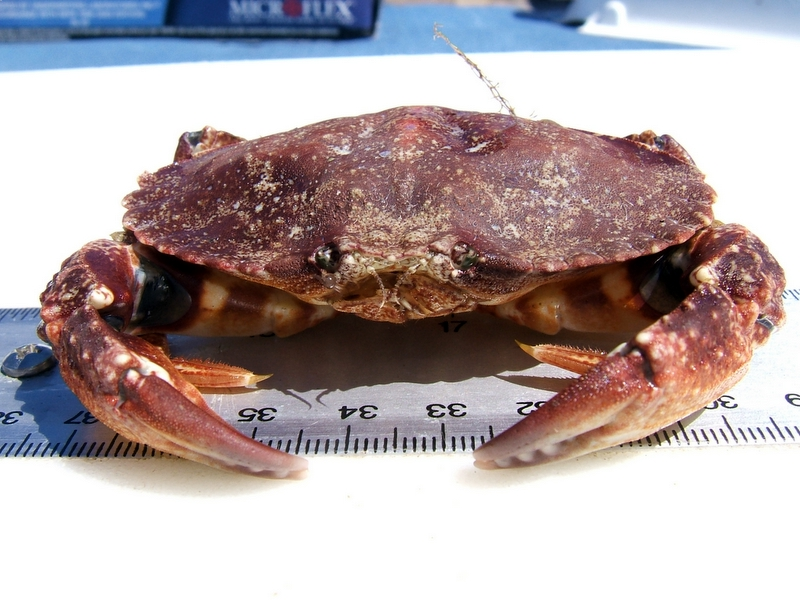